# DNPEP
DNPEP (англ. Aspartyl aminopeptidase) – білок, який кодується однойменним геном, розташованим у людей на короткому плечі 2-ї хромосоми.  Довжина поліпептидного ланцюга білка становить 475 амінокислот, а молекулярна маса — 52 428.
| 10         |  | 20         |  | 30         |  | 40         |  | 50         |
| ---------- |  | ---------- |  | ---------- |  | ---------- |  | ---------- |
| MQVAMNGKAR |  | KEAVQTAAKE |  | LLKFVNRSPS |  | PFHAVAECRN |  | RLLQAGFSEL |
| KETEKWNIKP |  | ESKYFMTRNS |  | STIIAFAVGG |  | QYVPGNGFSL |  | IGAHTDSPCL |
| RVKRRSRRSQ |  | VGFQQVGVET |  | YGGGIWSTWF |  | DRDLTLAGRV |  | IVKCPTSGRL |
| EQQLVHVERP |  | ILRIPHLAIH |  | LQRNINENFG |  | PNTEMHLVPI |  | LATAIQEELE |
| KGTPEPGPLN |  | AVDERHHSVL |  | MSLLCAHLGL |  | SPKDIVEMEL |  | CLADTQPAVL |
| GGAYDEFIFA |  | PRLDNLHSCF |  | CALQALIDSC |  | AGPGSLATEP |  | HVRMVTLYDN |
| EEVGSESAQG |  | AQSLLTELVL |  | RRISASCQHP |  | TAFEEAIPKS |  | FMISADMAHA |
| VHPNYLDKHE |  | ENHRPLFHKG |  | PVIKVNSKQR |  | YASNAVSEAL |  | IREVANKVKV |
| PLQDLMVRND |  | TPCGTTIGPI |  | LASRLGLRVL |  | DLGSPQLAMH |  | SIREMACTTG |
| VLQTLTLFKG |  | FFELFPSLSH |  | NLLVD      |  |            |  |            |

A: Аланін

C: Цистеїн

D: Аспарагінова кислота

E: Глутамінова кислота

F: Фенілаланін

G: Гліцин

H: Гістидин

I: Ізолейцин

K: Лізин

L: Лейцин

M: Метіонін

N: Аспарагін

P: Пролін

Q: Глутамін

R: Аргінін

S: Серин

T: Треонін

V: Валін

W: Триптофан

Кодований геном білок за функціями належить до гідролаз, протеаз, амінопептидаз, металопротеаз, фосфопротеїнів. 
Задіяний у такому біологічному процесі як ацетиляція. 
Білок має сайт для зв'язування з іонами металів, іоном цинку. 
Локалізований у цитоплазмі.